# Giacomo Savelli
Giacomo kardinal Savelli, italijanski rimskokatoliški duhovnik, škof in kardinal, * 1523,  † 5. december 1587.

## Življenjepis
19. decembra 1539 je bil povzdignjen v kardinala.
Leta 1560 je bil imenovan za nadškofa Beneventa; s tega položaja je odstopil leta 1574.
Leta 1577 je bil imenovan za škofa Sabine, leta 1578 za škofa Frascatija in leta 1583 za škofa Porto e Santa Rufine.